# 808 State
808 State ist eine 1987 in Radcliffe (Greater Manchester, Großbritannien) gegründete Band, die elektronische Tanzmusik produziert. Sie gilt als Acid-House-Vorreiter in Großbritannien und war Teil der Madchester-Bewegung.  

## Geschichte
Die Gründungsmitglieder von 808 State waren Gerald Simpson, Graham Massey und Martin Price. Das Debütalbum Newbuild wurde 1988 auf dem Label von Martin Price, Creed Records, veröffentlicht. Nach kreativen Differenzen um die Ausrichtung der Band verließen zuerst Simpson, später auch Price das Projekt. Graham Massey führt 808 State in wechselnder Besetzung bis heute fort.

## Trivia
Der Name der Band leitet sich vom Drumcomputer TR-808 der Firma Roland ab.

## Diskografie

### Alben
- 1988: Newbuild
- 1989: Quadrastate
- 1989: 90
- 1990: Utd. State 90
- 1991: ex:el (mit Björk)
- 1993: Gorgeous
- 1994: State to State
- 1996: Don Solaris
- 1996: Thermo Kings
- 1998: 808:88:98
- 2002: State to State 2
- 2003: Outpost Transmission
- 2004: Prebuild
- 2019: Transmission Suite

### Singles
- 1989: Pacific State
- 1990: The Only Rhyme That Bites (als MC Tunes vs. 808 State)
- 1990: Tunes Splits The Atom (als MC Tunes vs. 808 State)
- 1990: Cubik / Olympic
- 1991: In Yer Face
- 1991: Lift / Open Your Mind
- 1992: One In Ten (als 808 State & UB40)
- 1997: Lopez (als 808 State feat. James Dean Bradfield)
- 1998: Pacific / Cubik